# Црни Поток (Топуско)
Црни Поток је насељено место у општини Топуско, на Кордуну, Република Хрватска.

## Историја
До територијалне реорганизације у Хрватској насеље се налазило у саставу бивше велике општине Вргинмост. Црни Поток се од распада Југославије до августа 1995. године налазио у Републици Српској Крајини.

## Становништво
На попису становништва 2011. године, Црни Поток је имао 153 становника.

## Попис 1991.
На попису становништва 1991. године, насељено место Црни Поток је имало 377 становника, следећег националног састава:
| Попис 1991.‍ | Попис 1991.‍ | Попис 1991.‍ | Попис 1991.‍ | Попис 1991.‍ |
| ----------- | ----------- | ----------- | ----------- | ----------- |
|             |             |             |             |             |
| Срби        | Срби        |             | 292         | 77,45%      |
| Муслимани   | Муслимани   |             | 62          | 16,44%      |
| Хрвати      | Хрвати      |             | 6           | 1,59%       |
| Албанци     | Албанци     |             | 3           | 0,79%       |
| Југословени | Југословени |             | 1           | 0,26%       |
| непознато   | непознато   |             | 13          | 3,44%       |
| укупно: 377 |             |             |             |             |